# Округ Блу Ерт (Минесота)
Блу Ерт (енгл. Blue Earth County) је округ у америчкој савезној држави Минесота.

## Демографија
По попису из 2010. године број становника је 64.013, што је 8.072 (14,4%) становника више него 2000. године.
| Група             | 2000.          | 2010.          |
| Белци             | 52.620 (94,1%) | 58.394 (91,2%) |
| Афроамериканци    | 666 (1,2%)     | 1.741 (2,7%)   |
| Азијати           | 1.000 (1,8%)   | 1.249 (2,0%)   |
| Хиспаноамериканци | 988 (1,8%)     | 1.586 (2,5%)   |
| Укупно            | 55.941         | 64.013         |